# Eichstruth
Eichstruth település Németországban, azon belül Türingiában. Lakosainak száma 84 fő (2023. december 31.).

## Népesség
A település népességének változása:
| Lakosok száma | 85   | 84   | 87   | 83   | 84   |
|               | 2017 | 2019 | 2021 | 2022 | 2023 |